# Schreibersyt
Schreibersyt, niem. Schreibersit – minerał występujący w meteorytach żelaznych. Fosforek żelaza, niklu i kobaltu. Twardszy od żelaza, ale bardzo kruchy. Na oszlifowanej powierzchni meteorytu tworzy podłużne struktury o matowym połysku. Schreibersyt został po raz pierwszy zidentyfikowany w meteorycie Magura w 1847 roku przez W. Haidingera. Nazwa minerału upamiętnia badacza meteorytów Karla von Schreibersa (1775-1852), jednego z twórców pokaźnej kolekcji meteorytów w cesarsko-królewskim gabinecie mineralogicznym w Wiedniu. Schreibersyt, podobnie jak cohenit, jest minerałem silnie magnesującym.